# Robert Malcolm Ward Dixon
Pour les articles homonymes, voir Ward et Dixon.
Robert Malcolm Ward Dixon, né le 25 janvier 1939 à Gloucester (Royaume-Uni), est un linguiste anglo-australien qui a notamment étudié les langues aborigènes d'Australie.

## Biographie
Robert Malcolm Ward Dixon possède la double nationalité britannique et australienne. Il est diplômé en Mathématiques de l'Université d'Oxford (1958, 1964) et a obtenu en 1968 un doctorat (PhD) en linguistique à l'université de Londres avec sa thèse intitulée The Dyirbal language of North Queensland (« La langue dyirbal du Queensland du Nord »). Il est également docteur en lettres de l'université nationale australienne.
Il est professeur universitaire de linguistique depuis 1970, et depuis 1996 Directeur du Centre de recherches en typologie linguistique de l'université nationale australienne, puis de l'Université de La Trobe (Melbourne).
Outre les langues  et les cultures aborigènes australiennes (dyirbal, yidiny, warrgamay, etc), il s'est intéressé au fidjien boumaa, aux langues amazoniennes, dont le jarawara, et a publié des études plus générales sur des thèmes tels que l'ergativité, la sémantique de la grammaire anglaise, ou encore l'ascension et le déclin des langues.

## Sélection d'œuvres
- (en) The Dyirbal Language of North Queensland, Cambridge University Press, 1972  (ISBN 0-521-08510-1)
- (en) A Grammar of Boumaa Fijian, University of Chicago Press, 1988  (ISBN 0-226-15429-7)
- (en) A New Approach to English Grammar, on Semantic Principles, Oxford: Clarendon Press, 1991 ; Oxford University Press, 1992  (ISBN 0-19-824057-0)
- (en) Ergativity (avec S.R.Anderson), Cambridge University Press, 1994  (ISBN 0-521-44898-0)
- (en) The Rise and Fall of Languages, Cambridge University Press, 1997  (ISBN 0-521-62654-4)
- (en) Word: A Cross-Linguistic Typology (avec Alexandra Y. Aikhenvald), Cambridge University Press, 2003  (ISBN 0-521-81899-0)
- (en) The Jarawara Language of Southern Amazonia (avec Alan Vogel), Oxford University Press, 2004  (ISBN 0-19-927067-8)
- (en) Australian Aboriginal Words in English: Their Origin And Meaning, (avec Bruce Moore et W.S. Ramson), Oxford University Press, 2006  (ISBN 0-19-554073-5)

## Sources
- CV en ligne (Université de La Trobe, Australie)